# A BIRD
『A BIRD』（ア バード）は、大橋トリオのメジャーデビューミニアルバム。

## 解説
2009年5月13日発売。作詞はmicca（#1,3,5,6,8）、Joshua Katris（#2,4,7）。全作曲および音楽プロデュースは大橋好規。
大橋トリオにとって通算3枚目のアルバム作品で、初のメジャーレーベルからのCD作品である。本作のキャッチコピーは「1人なのに大橋トリオ」「どこまでも深く優しく響く歌。アコースティック・ミュージックのニュースタンダード」。アルバムからの先行配信となる配信限定シングル「はだかの王様」「Shine」「A BIRD」を含む全8曲収録。「Pretty Little Darling」「赤い傘」では、大橋自身が全ての楽器演奏を行っている。
本作のキャンペーンとして、タワーレコード東京都内の店舗限定で購入者を対象に、SHANTiiとのコラボレーションTシャツが抽選で当たる応募ハガキが配布された。また、アルバム発売前となる5月2日にはテレビ朝日系音楽特別番組『VERSUS -iTunes Japan Sound of 2009-』が放送され、スタジオライブでタイトル曲「A BIRD」を演奏した。なお、本作の発売前日は、第1回CDショップ大賞において前作『THIS IS MUSIC』が準大賞を受賞した。

## 収録曲
1. はだかの王様
  - テレビ朝日系『ビートたけしのTVタックル』エンディングテーマ

本作発売に先駆け、3月4日より配信限定シングルとして先行配信された。
2. Full Circle
3. A BIRD
  - TBS系『CDTV』2009年5月度オープニングテーマ

本作発売に先駆け、4月29日より配信限定シングルとして先行配信された。本作のリードトラックとしてPVも制作され、スペースシャワーTV『it』、MUSIC ON! TV『rookie』、MTV『buzz clip』の3つの音楽専門チャンネルのパワープレイ枠で大量オンエアされた。全国のFMラジオでも15局のパワープレイを獲得した。
4. Today, Tonight
5. Pretty Little Darling
6. Carnival
7. Shine
本作発売に先駆け、4月22日より配信限定シングルとして先行配信された。
8. 赤い傘